# Байдала Степан
Степан Байдала (1881 — 13 січня 1946) — службовець, громадсько-політичний діяч, державний повітовий комісар ЗУНР у повіті Мостиська.

## Життєпис
Народився у с. Малнівська Воля. Закінчив гімназію у м. Самбір. Проживав у м. Мостиська. Директор українського кооперативного банку. Управитель канцелярії товариства «Народний дім» у Мостиськах, згодом директор цього закладу. Співголова місцевого Комітету з відзначення ювілею Маркіяна Шашкевича (1911). Учасник встановлення української влади в м.  Мостиська. Державний повітовий комісар у Мостиськах (2–8.11.1918). З літа 1919 р. інтернований поляками у таборі Домб'є. Після повернення з табору до 1939 р. очолював український кооперативний банк у м. Мостиська («Мостиська кредитна спілка „Народний дім“»). У міжвоєнний період — директор товариства «Луг» у Мостиському повіті. Член УНДО, товариства «Просвіта». Організатор шкільного плебісциту 1925 р. у Мостиському повіті за збереження української мови викладання у школах повіту. Брав активну участь у виборчій кампанії 1928 р. до польського парламенту. Балотувався сам і підтримував кандидата від УНДО Степана Біляка. Учасник численних вибочих віч у Мостиському повіті. Активний діяч РСУК. 
У жовтні 1939 р. заарештований НКВС. Перебував у тюрмах м. Самбір, Перемишль, Львів. Дивом уник розстрілу в червні 1941 р. Восени 1941 р. брав участь у роботі Союзу українських кооператив у м. Мостиська. В серпні 1945 р. вдруге заарештований НКВС.
Помер від тортур у тюрмі м. Самбір. Місце поховання невідоме.
1940 було репресовано дружину і 4 дітей Степана Байдали — Юрія, Богдана, Надію та Романа. Їх було виселено до Сибіру. Найстарший син Юрій загинув на засланні.
Після Другої світової війни родина намагалася повернутися у м. Мостиська, але через відсутність дозволу з боку радянської влади проживали в м. Самбір.